# Les Raisins de la mort
Les Raisins de La Mort és una pel·lícula de terror francesa del 1978 dirigida per Jean Rollin. Se centra en una dona jove que queda atrapada en un poble on un perillós pesticida ha convertit els residents en zombis agressius.

## Argument
A la vinificació vinyar del Roublès, els treballadors ruixen els camps amb pesticides. Quan un dels treballadors es posa malalt, queixant-se d'un dolor al coll, el seu cap insisteix que és només una ferida lleu i li diu que torni a treballar.
L'Élizabeth viatja amb tren fins a Roublès per viure amb Michel, el seu promès i propietari de la vinya, i fa amistat amb Brigitte, una dona del tren. Brigitte s'excusa per visitar el lavabo i fa molt de temps que no torna; aleshores, el treballador de la vinya puja a bord, es troba amb Brigitte i una mica més tard s'uneix a l'Élizabeth al seu compartiment. Amb el temps, al coll de l'home li creix de sobte una úlcera que comença a supurar sang. Presa del pànic, l'Élizabeth s'escapa d'ell, ensopegant amb el cadàver de Brigitte pel camí.
En sortir del tren, Élizabeth fuig a un poble proper per demanar ajuda. Un home anomenat Pierre i la seva filla Antoinette la acullen, però reaccionen fredament a la seva història. L'Élizabeth s'espanta quan veu els braços d'en Pierre desfigurats per la infecció, però l'Antoinette la deté, dient-li que pugi a dalt per descansar. Quan l'Élizabeth entra al dormitori i descobreix una dona a la qual li han tallat la gola, l'Antoinette explica que la dona morta és la seva mare i que el seu pare la va matar perquè s'ha tornat boig. L'Élizabeth i l'Antoinette intenten sortir de casa, però en Pierre, que ara té les mateixes úlceres facials que l'obrer de la vinya, les atrapa i obre la brusa de la seva filla, revelant úlceres similars al seu cos. Mata l'Antoinette amb una forca, però l'Élizabeth fuig i agafa el cotxe de Pierre. Quan ell s'hi posa davant i comença a matar-lo, ella l'atropella i se'n va.
L'Élizabeth viatja més a la zona per buscar ajuda i s'hi acosta un home que té el cap cobert d'úlceres i que demana ajuda. Quan el dolor de la infecció el fa trencar la finestra del cotxe, l'Elizabeth, presa de pànic, li dispara amb un revòlver tret de la guantera. Es troba amb una noia cega anomenada Lucy, que busca el seu cuidador, Lucas. Mentre l'ajuda, l'Élizabeth es troba amb més cossos coberts de les mateixes estranyes úlceres escampades per tot el poble, mentre que altres s'ensopeguen com zombis, portats a la bogeria assassina per la infecció. L'Élizabeth es nega a dir-ho a la Lucy, que fuig sola i és assassinada i decapitada per Lucas, que també ha estat infectat.
Mentre els infectats la persegueixen, una dona rossa rescata l'Élizabeth. Aquesta dona fa uns dies que està atrapada en una casa, així que ella i l'Élizabeth intenten sortir i córrer, però la dona de sobte agafa l'Élizabeth i la deixa als infectats. Dos homes, Paul i Lucien, apareixen i comencen a matar els infectats. Es troben amb la rossa, que els convenç que no està infectada despullant-se breument, i li diuen que esperi al seu camió. L'Élizabeth, escapant dels seus agressors, arriba al camió, on ella i la dona es barallen. L'Élizabeth la colpeja amb una torxa, revelant una infecció prèviament oculta a la cara de la dona. Aleshores, la dona llança la torxa a una caixa de dinamita oberta del camió, fent volar el cotxe i matant-la.
Mentre l'Élizabeth, Paul i Lucien surten del poble a peu, comencen a deduir que la infestació va passar just després d'una festival del vi el diumenge anterior. Élisabeth suggereix buscar respostes al seu promès, i així els tres es dirigeixen a la vinya. En trobar-lo aparentment abandonat, Paul i Lucien s'asseuen a dinar després d'assabentar-se d'una trucada telefònica que les autoritats són conscients de la infecció. Inquieta, Élizabeth busca els terrenys i troba en Michel, també infectat però encara lúcid. Revela que va inventar el pesticida que va contaminar el vi que va iniciar aquesta funesta infecció, que es va estendre tan ràpidament perquè tenia immigrants contractats il·legalment com a mà d'obra barata, cosa que li va impedir avisar la policia.
Malgrat els impulsos de Michel perquè s'allunyi, Élizabeth l'abraça. Quan Paul ve a buscar-la i els descobreix, Michel, que no vol tornar-se boig, salta sobre Paul, obligant a aquest a disparar-li. Ara aparentment infectada, Élizabeth agafa l'arma d'en Paul i li dispara, després embosca i mata a Lucien quan ve a buscar-los. La pel·lícula acaba amb Élizabeth permetent que la sang de Michel li degoti a la cara des de l'altell de dalt.

## Repartiment
- Marie-Georges Pascal com a Élisabeth
- Félix Marten com a Paul (acreditat com a Felix Marten)
- Serge Marquand com a Lucien
- Mirella Rancelot com Lucy
- Patrice Valota com a Pierre
- Patricia Cartier com a Antoinette
- Michel Herval com a Michel
- Paul Bisciglia com a Lucas
- Brigitte Lahaie com a dona alta rossa (acreditada com a Brigitte Lahaye)
- Olivier Rollin com a Undead Who Smashes his Head
- Françoise Pascal com a passatger del tren
- Evelyne Thomas com a Brigitte
- Jean-Pierre Bouyxou com a Undead with Scythe
- Jean Rollin com a Man in Vineyard (sense acreditar)

## Mitjans domèstics
Les raisins de la mort es va publicar per primera vegada en DVD als Estats Units a través de Synapse Films el 25 d'abril de 2002; aquesta edició especial va conservar la seva relació d'aspecte original d'1,66:1. Es va estrenar de nou als EUA, per Redemption Films, el 20 de maig de 2008. Les dues estrenes de la pel·lícula als Estats Units estaven sense tallar. Al Regne Unit, la pel·lícula va ser llançada en DVD per Redemption Films el 25 d'abril de 2004, així que en la seva relació d'aspecte original d'1,66:1.
Redemption va estrenar la pel·lícula per primera vegada en Blu-ray als EUA i al Canadà el 25 d'abril de 2013.

## Aparicions
- "Vampires and Virgins: The Films of Jean Rollin" episodi d' Eurotika!,una sèrie de televisió documental dirigida per Andy Stark i Pete Tombs (1999)
- La Nuit des horloges, dirigida per Jean Rollin (2007)
- Secret Cinema, curtmetratge dirigit per Michael Wolf (2007)
- Spark of Life, curtmetratge dirigit per Mike Bazanele (2008)